# Азамов, Шухрат Шарипович
Шухрат Шарипович (Шарафович) Азамов (12 февраля 1953, Сталинабад, Таджикская ССР — июль 2024) — советский футболист, полузащитник. Заслуженный тренер Республики Таджикистан.

## Биография
Отец был прокурором, позже — членом Верховного суда. Мать Гулсум Баракаева в совершенстве знала таджикский, узбекский, русский и английский языки. Работала заведующей кафедрой английского языка. Автор английско-таджикского и таджикско-английского словарей. Брат Шавкату — преподаватель РТСУ. Старший брат Шахоб был милиционером.
Шухрат Азамов воспитанник ДЮСШ «Памир» Душанбе, тренер Эдуард Коробов. Окончил музыкальную школу, играл на рубабе. Имел высшее экономическое образование. Всю карьеру провёл в первой лиге в составе «Памира». В 1971—1982 годах сыграл 336 матчей, забил 11 голов. Завершил карьеру из-за повреждения мениска.
Окончил курсы тренеров в Саудовской Аравии. В 1989—1991 годах — тренер в «Худжанде», в 1992—2009 годах — тренер в «Регар-ТадАЗе».
В феврале 2009 года у Азамова было диагностировано поражение головного мозга, усугубленное сахарным диабетом. После выздоровления у него было обнаружено нарушение памяти.
21 июля 2024 года было объявлено о смерти Азамова в возрасте 71 года.

## Семья
Дочь Зарина (1977 г. р.). Кандидат медицинских наук, акушер в Санкт-Петербурге (на 2012 год). Чемпионка мира по таэквондо, тренер Мирсаид Яхъяев. От второго брака — дочь Мехринисо и сын Шароф.
Близкий родственник — футболист Субхон Ходжамов.